# Хусаинов, Шамсутдин Хусаинович

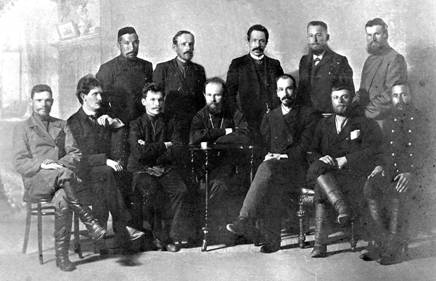
Члены государственной Думы Первого созыва от Вятской губернии. Слева — направо, сидят: С. Я. Тумбусов, В. С. Нечаев, П. Ф. Целоусов, о. Н. В. Огнёв, И. Н. Овчинников, И. О. Кузнецов, Е. П. Мамаев; стоят: Ш. Х. Хусаинов, Н. И. Бирюков, С. В. Ложкин, П. А. Садырин, В. С. Вихарев.

Шамсутдин Хусаинович Хусаинов (17 февраля 1878 — ?) — мулла, депутат Государственной думы I созыва от Вятской губернии.

## Биография
Родился в Шишинери (ныне — в Балтасинском районе Республики Татарстан).
По национальности татарин. Исповедовал ислам суннитского толка.
Родом из крестьян. Выпускник Семипалатинского медресе, продолжил обучение в Константинополе. В 1904 вернулся на родину, где избран муллой. Был законоучителем в магометанском училище в деревне Шишинер.
16 апреля 1906 избран в Государственную думу I созыва от общего состава выборщиков Вятского губернского избирательного собрания. Входил в Кадетскую фракцию. Принадлежал к мусульманской группе той же партии. Активной работы в Государственной Думе не вёл.
Дальнейшая судьба и дата смерти неизвестны.